# Sowelu
소웰루(본명:하라다 아키, 1982년 11월 6일)는 일본의 가수이다. 2002년 FIFA 월드컵 공식 음반에 일본측 여성 가수로 참여하였다.